# Ilia Machkov
Pour les articles homonymes, voir Machkov.
Ilia Ivanovitch Machkov (en russe : Илья́ Ива́нович Машко́в), né le 29 juillet 1881 à Mikhaïlovskaïa-sur-le-Don (près de Volgograd) et mort le 20 mars 1944 à Moscou, est un peintre russe et soviétique. Il est, en 1910, un des fondateurs et membre actif par la suite, du groupe artistique moscovite du Valet de Carreau (1910-1913) (avec Robert Falk, Piotr Kontchalovski, Aristarkh Lentoulov). Machkov est aussi un des créateurs de l'association « Mir Iskousstva » à partir de 1916.

## Biographie
Machkov nait dans un village cosaque, dans une famille de paysans pauvres. De 1900 à 1910, il étudie а l'École de peinture, de sculpture et d'architecture de Moscou auprès de maîtres réputés tels que Valentin Serov, Constantin Korovine, Apollinaire Vasnetsov. Dès l'époque de ses études il se distingue par un tempérament excentrique, il aime l'outrance, l'excessif.
En 1909 il accomplit un voyage en Europe de l´Ouest, en Turquie et en Égypte.

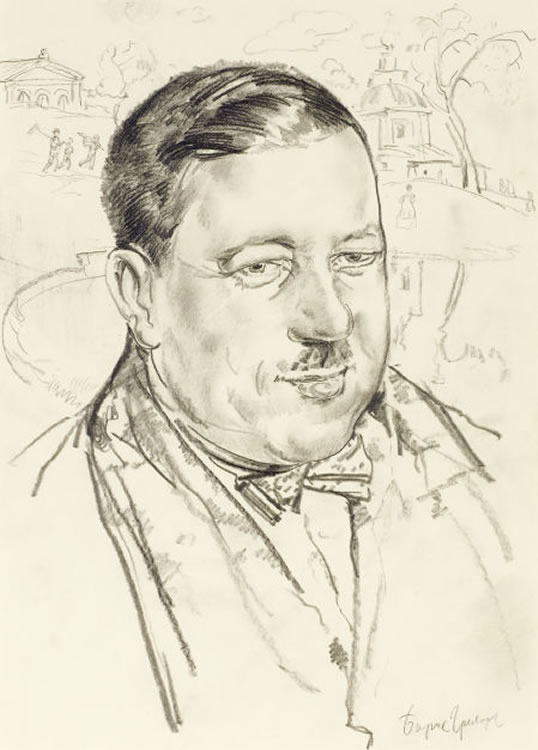
Ilia Machkov par Boris Grigoriev

## Œuvre
Il aime par-dessus tout la couleur, une couleur toujours chaude, ardente et s'intéresse en même temps au dessin et à la simplification des formes. Les contours des sujets sont épais, les motifs sont décoratifs. Il s'agit le plus souvent de natures mortes ou de portraits, tous sujets fort simples (des fruits, des pains) ; des recherches abstraites dans le domaine de la couleur et de la forme. Les expositions du Valet de Carreau fournissent l'occasion de présenter les fruits des nouvelles expériences picturales. Les influences sont diverses : primitivisme, expressionnisme, cubisme.  
Il est proche des Fauves mais aussi des expressionnistes allemands qui participèrent à la seconde exposition du Valet de Carreau en 1912 (Max Pechstein, Ernst Ludwig Kirchner, Erich Heckel). Une même "violence" chez Machkov mais un choix de sujets moins provocateurs que chez les allemands, moins outrancier et un rythme plus coulant.
Le nu féminin, qui n'avait pas de très forte tradition en Russie, bénéficie de la libération générale due au mot d'ordre de l'avant-garde : « Liberté ». La société russe reste officiellement puritaine et Natalia Gontcharova se voit enlever deux " nus féminins " par la police lors d'une exposition en 1910.
Mais il est difficile de parler pour l'art russe d'avant-garde, d'érotisme au sens occidental. Il n'y a, la plupart de temps, ni sous-entendu, ni malice. Avec Machkov la nudité se fait tout à fait " iconique ".
Le nudisme recevra une justification idéologique de la part de révolutionnaires d'octobre qui déclarèrent que la nudité était la vraie forme démocratique du costume. Mais avant la révolution de 1917, en peinture Serov (avec son nu : "Rubinstein"), Larionov (avec des "Vénus"), Machkov apparaissent déjà comme des témoins de cette mode du nudisme, à cette époque, dans la société russe.
Il est possible également de rapprocher ces nus du culte nouveau de la gymnastique, de la musculation, des arts martiaux, du culte des corps, d'une nouvelle vision du corps. Les robustes paysans de Malevitch traduisent par exemple le désir de mettre en valeur une force prométhéenne. Natalia Gontcharova participe au goût des artistes du Valet de Carreau pour la boxe et la lutte avec sa toile : " Les lutteurs ". 
Les lutteurs, les boxeurs, les haltérophiles sont des sujets de tableaux pour Machkov comme pour d'autres peintres de cette époque. Il avait des haltères dans son atelier de Moscou, au-dessus de la porte un écriteau proclamait: « Il n'y a de place dans mon atelier que pour le sain et le fort ». 
Il ouvrit un atelier où il enseignait lui-même la peinture. Parmi ses élèves figurent : Vera Rockline (qui peignit souvent des nus), Pavel Sokolov Skalia, l'Ukrainien Alexis Gritchenko, Henry Blumenfeld, Alexandra Snejko-Blotskaïa. 
Machkov meurt le 20 mars 1944 dans sa datcha d'Abramtsevo. Il est inhumé à Moscou au cimetière de Novodevitchi.

## Musées
Les œuvres de Machkov sont exposées :
- Galerie Tretiakov, Moscou ;
- Musée Russe, Saint-Pétersbourg ;
- Musée des arts plastiques I. Machkov de Volgograd ;
- Musée d'art de Iaroslavl, Iaroslavl ;
- Musée national des beaux-arts de Biélorussie, Minsk.

Les ventes signalées en 2011(1) et 2013(2) sont à 3,5 et 7,5 millions de dollars.
1. Натюрморт «Цветы» продан на «Sotheby's» за 3,5 млн долларов[10].
2. «Натюрморт c фруктами» продан на «Christies» за 7,25 млн долларов[11].

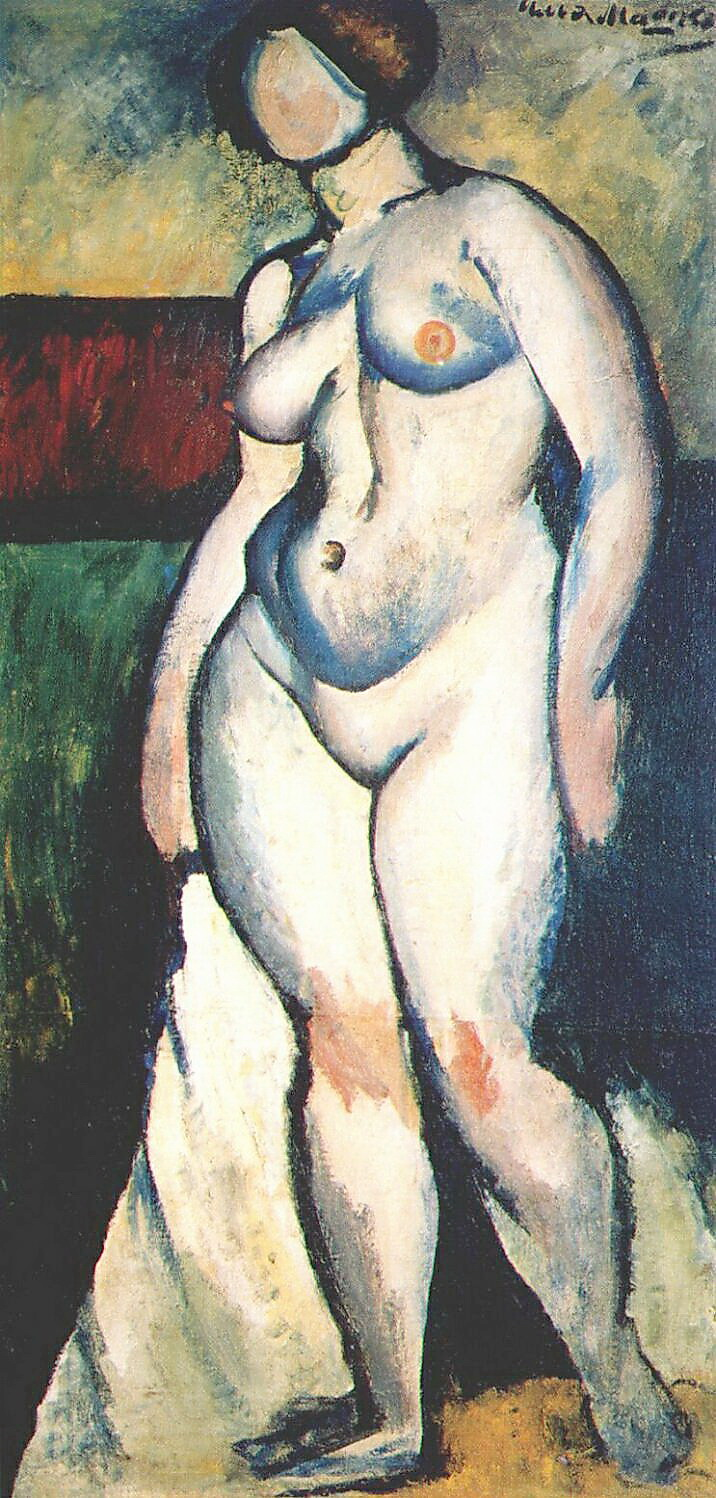
Nu
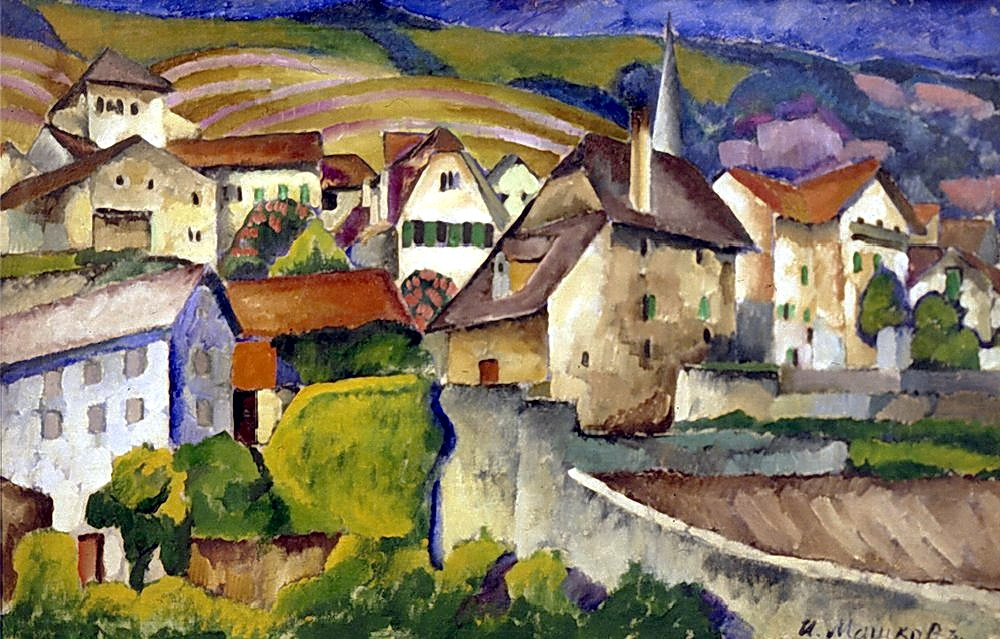
Ville en Suisse
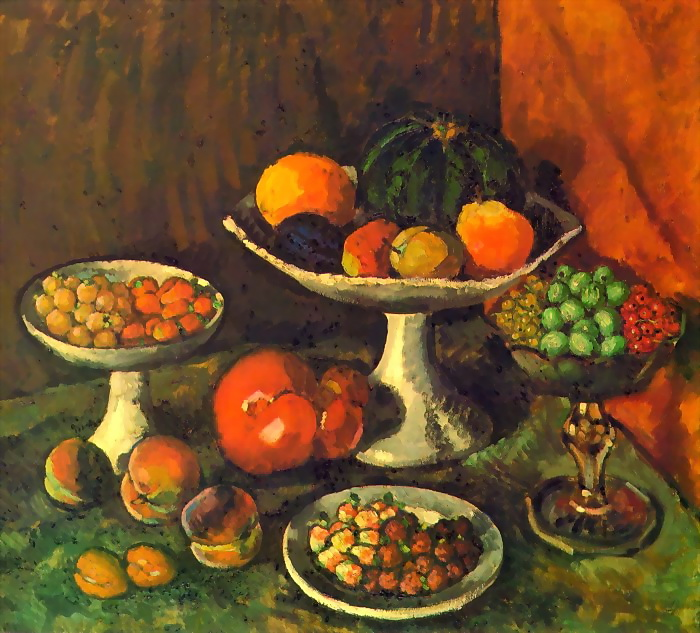
Fruits
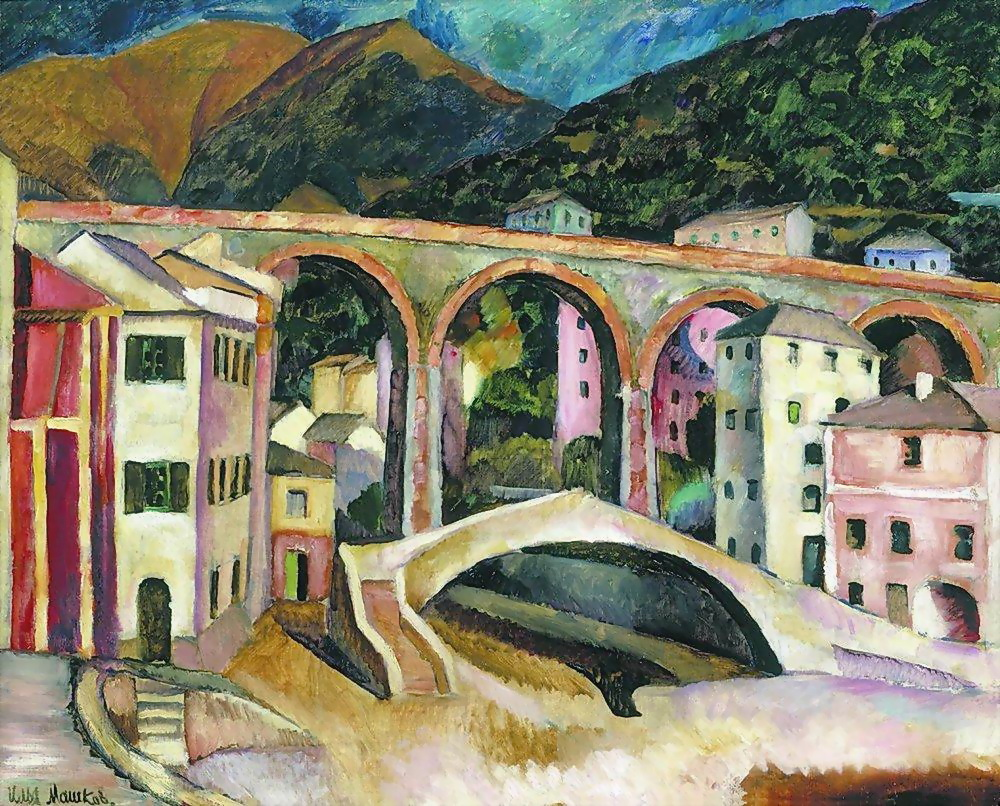
Italie, aqueduc de Nervi
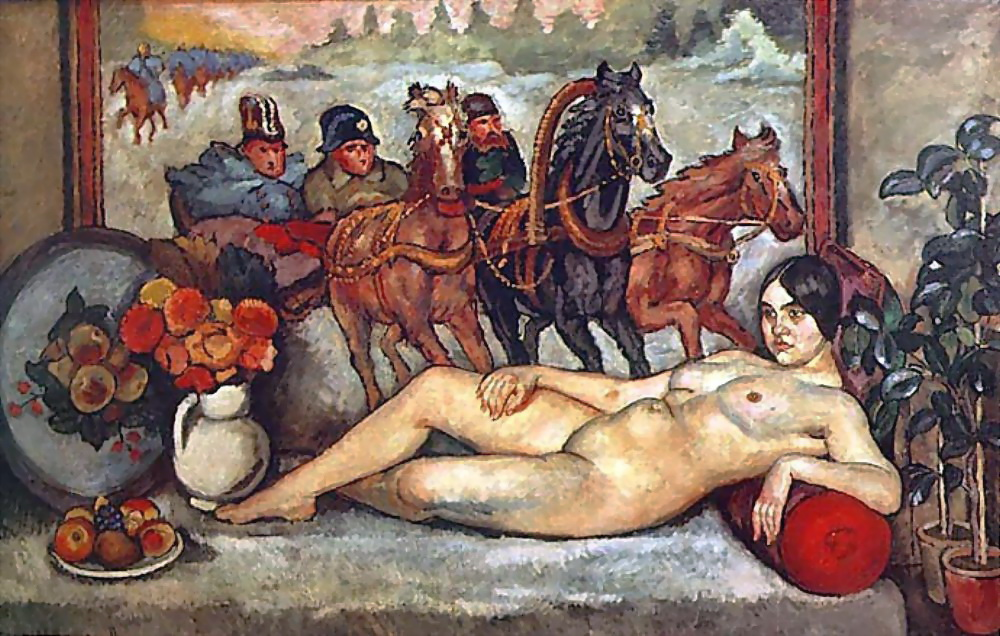
Vénus russe

## Liens
- (ru) Илья Машков в энциклопедии «Кругосвет»(encyclopédie)
- (ru) Специфика собрания И.И.Машкова в Волгоградском музее(Musée de Volgagrad)
- (ru) Коллекция И.И. Машков в Волгоградском музее(Musée de Volgagrad)
- (ru) Коллекция И.И. Машков в ГТГ(Collection Machkov de la Galerie Tretiakov)
- (ru) Коллекция И.И. Машков в Национальном художественном музее Республики Беларусь ( Collection Machkov au Musée de Minsk)
- (en)  (Vera Rockline).